# مارك غيير
مارك غيير (بالإنجليزية: Mark Geyer)‏ هو لاعب دوري الرغبي أسترالي، ولد في 7 ديسمبر 1967.